# The Water Nymph
 The Water Nymph, també titulada “The Beach Flirt”, és una pel·lícula muda dirigida per Mack Sennett i protagonitzada per Ford Sterling, Mabel Normand i Mack Sennett, entre d'altres. La pel·lícula es va estrenar el 23 de setembre de 1912. Junt amb “Cohen Collects a Debt” (1912) van ser les dues primeres pel·lícules que va estrenar els Keystone Studios que va distribuir les seves pel·lícules a través de la Mutual Film Co. La pel·lícula, rodada a Venice (Los Angeles), constitueix el precedent del que després serien les Bathing Beauties.

## Repartiment
- Mabel Normand (la noia banyista)
- Mack Sennett (el seu xicot)
- Ford Sterling (el pare del xicot)
- Gus Pixley (contrincant del pare)
- Mae Busch (no confirmada)

## Argument
Mack està enamorat de Mabel, i els seus pares els han convidat a tots dos a passar el dia a la platja. Encara no coneixen la noia i ells dos decideixen divertir-se una mica expenses del pare fent que flirtegi amb ella. Tot i que es un home que es comporta quan es troba sota la vigilància de la seva dona, no es pot resistir als encants de la noia en banyador. Tota l'estona hi ha un noi que també vol aconseguir Mabel i que no deixa de seguir-los. El fill espia el que fa el pare. Després de tres salts des d'un trampolí ella l'acompanya fins a la terrassa on ha deixat la dona. En aquell moment apareix Mack amb la seva mare i els explica que Mabel és la seva xicota davant la frustració del pare.